# Chiesa di Sant'Antonio Abate (Busto Arsizio)
La chiesa di Sant'Antonio Abate è un edificio di culto di Busto Arsizio, sussidiario di san Giovanni Battista, situato sul lato orientale del campanile che condivide con il santuario di Santa Maria di Piazza.

## Storia e descrizione
La posa della prima pietra avvenne nel 1363 per volere di Cristoforo de Medicis e venne intitolata a Sant'Antonio abate, santo al quale gli abitanti del borgo di Busto Arsizio erano devoti, in quanto protettore contro gli incendi.
Fu sede della scuola di predicazione di san'Antonio e, a partire dal 1572, vi si insediarono i confratelli del santissimo Sacramento, i quali, per volere del loro sovraintendente Pietro Antonio Crespi Castoldi, ampliarono e modificarono l'edificio seguendo le direttive del cardinale Carlo Borromeo: la ricchezza dell'interno (metafora dell'anima) si contrappone con la povertà dell'esterno (metafora del corpo). La resero più alta e ben illuminata da finestre rettangolari; la dotarono di sagrestia e di una scala esterna per poter accedere alla balconata interna, addossata alla controfacciata e sorretta da due colonne.
Dall'inizio del XVI secolo sopra all'altare si trova una tela raffigurante la Madonna, sant'Antonio e un altro santo vescovo, opera di Pietro Gnocchi. In precedenza lo spazio sopra all'altare era occupato da un'altra opera, la Deposizione, conservata oggi nella sagrestia.
Tra il 1669 e il 1672 si effettuò un nuovo intervento di ampliamento dell'edificio accostando la facciata al campanile di Santa Maria. Si rifecero la balconata ed il soffitto a botte, unghiata in corrispondenza delle finestre. Il primo restauro della chiesa, voluto dal prevosto di san Giovanni, don Giuseppe Tettamanti.
Nel 1889 il portico antistante l'ingresso della chiesa fu rimosso per liberare l'adiacente campanile e la facciata fu rinnovata da Carlo Maciachini, che la divise con quattro lesene e pose sopra il portale un timpano; aprì una bifora affiancata da nicchie e un occhio nel frontone. La decorazione della facciata fu rimossa nel 1939, riducendola a nudo intonaco; nel 1975 venne eliminata la balconata interna e sopra la porta della facciata fu posta la statua di sant'Antonio.
Oggi all'interno della chiesa, che ospita spesso mostre d'arte, si trovano diverse tele in gran parte settecentesche e un organetto acquistato nel 1727, ancora funzionante in seguito ad un restauro.
L'edificio viene attualmente utilizzato anche per accogliere l'annuale mercatino dei Barlafusi, organizzato dal Centro di Aiuto alla Vita cittadino con il fine di aiutare economicamente le future madri che non desiderino abortire.